# Aleksandr Prokhorenko

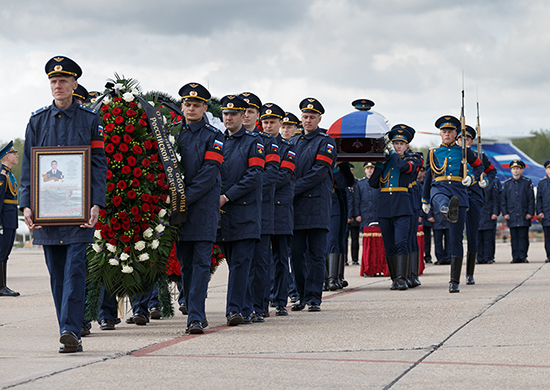
Comiat del fèretre a l'aeroport de Chkalovsky

Aleksandr Aleksàndrovitx Prokhorenko (Gorodki, óblast d'Orenburg, URSS, 22 de juny de 1990 - Palmira, 17 de març de 2016) fou un militar rus, soldat d'operacions especials (spetsnaz) de les Forces Armades de Rússia, assassinat a l'ofensiva a Palmira de la Guerra civil siriana. S'encarregava d'identificar objectius pels bombardejos russos quan fou envoltat sense munició per soldats d'Estat Islàmic prop de Palmira, quan va ordenar el bombardeig de la seva pròpia posició.
L'11 d'abril de 2016, el president Vladímir Putin el condecorà com a Heroi de la Federació Russa, l'honor més gran del país. El 6 de maig es realitzà el funeral al seu poble de residència: Gorodki.

## Vida
Prokhorenko va néixer al poble de Gorodki, a l'óblast d'Orenburg, a finals de l'era soviètica. Assistí a l'Acadèmia Militar del Cos de Defensa Aèria just després d'escola i es graduà a l'acadèmia amb honors. Estava casat i esperava el seu primer fill quan morí en combat.

## Mort
D'acord amb el lloctinent general Serguei Kuralenko, cap del Centre Rus per la Reconciliació Siriana, es realitzà l'atac aeri seguint les ordres de les forces especials russes amb l'objectiu de mantenir les àrees civils i el recinte de monuments històrics de Palmira lliures de bombardejos indiscriminats. Prokhorenko s'encarregà de focalitzar aquest atacs aeris russos cap a posicions d'Estat Islàmic, quan fou descobert i envoltat per soldats de les forces islamistes. Sense temps per a poder evacuar de la zona, ordenà el bombardeig de la seva pròpia posició. L'acte heroic de Prokhorenko captà l'atenció de la premsa internacional.

## Commemoració
El cos de Prokhorenko fou descobert i repatriat en coordinació amb les forces kurdes. Arribà a Moscou el 29 d'abril, segons el Ministeri de Defensa rus. La seva repatriació era «una qüestió d'honor pel Ministeri de Defensa rus», segons el seu portaveu.
Les autoritats d'Orenburg decidiren dedicar un carrer de la ciutat en nom seu, Una professora de la seva antiga escola, anuncià, juntament amb altres docents, la voluntat de canviar el nom de l'institut de Gorodki en memòria seva.
El 5 de maig de 2016, músics de l'orquestra del Teatre Mariïnski de Sant Petersburg, conduïts pel director Valeri Gergiev, realitzaren un concert al Teatre romà de Palmira en record seu. El teatre, considerat d'interès cultural per la UNESCO, fou l'escenari utilitzat per Estat Islàmic el novembre de 2015 per a executar soldats sirians.
El 5 d'octubre de 2016, durant una cerimònia al Centre Cultural Rus de Roma, la secció local de l'Associació Nacional de Paracaigudistes d'Itàlia (ANPdI) inaugurà el 161è curs de paracaigudisme en honor de la memòria de Prokhorenko.